# Ngaiming Mok
Ngaiming Mok (* 1956 in Hongkong) ist ein chinesischer Mathematiker, der Professor an der Universität Hongkong ist. Er befasst sich mit komplexer Differentialgeometrie und Algebraischer Geometrie.
Mok besuchte die Höhere Schule in Hongkong mit dem Abschluss 1975. Er studierte an der University of Chicago und der Yale University (Master-Abschluss 1978) und wurde 1980 an der Stanford University bei Yum-Tong Siu promoviert (The Serre Problem on Riemann Surfaces). Danach war er an der Princeton University und war Professor an der Columbia University und der Universität Paris-Süd in Orsay, bevor er 1994 auf eine Professur nach Hongkong zurückkehrte. Ab 1999 war er dort auch Direktor des Institute of Mathematical Research.
2009 erhielt er mit Duong H. Phong den Bergman Prize für fundamentale Beiträge zur Theorie mehrerer komplexer Variabler und speziell der Geometrie von Kähler-Mannigfaltigkeiten und algebraischen Varietäten sowie für seine Arbeiten zur Starrheit irreduzibler symmetrischer hermitescher Räume kompakten Typs unter Kähler-Deformationen, wobei er sowohl analytische als auch algebraische Methoden benutzte.
1984 war er Sloan Research Fellow und 1985 erhielt er einen Presidential Young Investigator Award. 2007 erhielt er den staatlichen Preis für Naturwissenschaften in China und 1998 den Croucher Senior Fellowship Award in Hongkong. 1994 war er Invited Speaker auf dem Internationalen Mathematikerkongress in Zürich (Fibering compact Kähler manifolds over projective algebraic varieties of general type). 2022 erhielt er den Chern-Preis des Internationalen Congress of Chinese Mathematicians (ICCM).
Mok war im Herausgebergremium der Mathematischen Annalen und der Inventiones Mathematicae.

## Schriften
- Metric rigidity theorems on hermitian locally symmetric manifolds, World Scientific 1989
- Metric rigidity theorems on locally symmetric Hermitian spaces, Proc. Natl. Acad. Sci. U.S.A. 83 (1986), 2288–2290.
- Uniqueness theorems of Hermitian metrics of seminegative curvature on locally symmetric spaces of negative Ricci curvature, Ann. Math. 125 (1987), 105–152.
- The uniformization theorem for compact Kähler manifolds of nonnegative holomorphic bisectional curvature, J. Diff. Geom. 27 (1988), 179–214.
- Compactification of complete Kähler surfaces of finite volume satisfying certain curvature conditions, Ann. Math. 129 (1989), 383–425.
- mit  J.-Q. Zhong: Compactifying complete Kähler-Einstein manifolds of finite topological type and bounded curvature, Ann. Math. 129 (1989), 427–470.
- mit H.-D. Cao: Holomorphic immersions between compact hyperbolic space forms, Invent. Math. 100 (1990), 49–61.
- Factorization of semisimple discrete representation of Kähler groups, Invent. Math. 110 (1992), 557–614.
- mit  Yum-Tong Siu, S.-K. Yeung: Geometric superrigidity, Invent. Math. 113 (1993), 57–83.
- mit Jun-Muk Hwang: Rigidity of irreducible Hermitian symmetric spaces of the compact type under Kähler deformation, Invent. Math. 131 (1998), 393–418.
- mit  J.-M. Hwang: Holomorphic maps from rational homogeneous spaces of Picard number 1 onto projective manifolds, Invent. Math. 136 (1999), 209–231.
- Extremal bounded holomorphic functions and an embedding theorem for arithmetic varieties of rank  2, Invent. Math. 158 (2004), 1–31.
- mit J.-M. Hwang: Prolongations of infinitesimal linear automorphisms of projective varieties and rigidity of rational homogeneous spaces of Picard number 1 under Kähler deformation, Invent. Math. 160 (2005), 591–645.
- Geometric structures on uniruled projective manifolds defined by their varieties of minimal rational tangents, Proceedings of the Conference "Géometrie différentielle, Physique mathématique, Mathématique et Société", Astérisque 322 (2008), Volume II, 151–205
- mit J. Hong: Analytic continuation of holomorphic maps respecting varieties of minimal rational tangents and applications to rational homogeneous manifolds, J. Diff. Geom. 86 (2010), 539–567.
- S.-C. Ng: Germs of measure-preserving holomorphic maps from bounded symmetric domains to their Cartesian products, J. Reine Angew. Math. 669, (2012), 47–73.
- Extension of germs of holomorphic isometries up to normalizing constants with respect to the Bergman metric, J. Eur. Math. Soc. 14 (2012), 1617–1656.